# Pope (Tutin)
Pope (Servisch cyrillisch Попе) is een plaats in de Servische gemeente Tutin. De plaats telt 79 inwoners (2002).